# Оксана
Окса́на — украинское женское личное имя. Украинская форма имени Ксения, вошедшая в число русских имён в качестве самостоятельного. Является распространённым с советских времён и одним из популярных русских имён.
Белорусская форма этого имени пишется и произносится как «Акса́на».
В переводе с греческого Ксения (др.-греч. ξενία) — «иностранка», «путешественница», «гостья», «гостеприимная», «странница», «чужестранка», «чужая».
Производные имена: Оксанка, Ксана, Сана.
Именины: 31 января, 6 февраля, 26 августа.